# 李洪远
李洪远（？—1644年），明朝末年土族官员，青海西宁人。
李洪远是李文的后裔。传至李洪远，世袭指挥同知。崇祯十六年（1643年）冬，李自成的部下攻陷甘州，李洪远与西祁土司祁廷谏等守西宁城，抵御李自成。次年春，诱杀大顺军首领等三千人。大顺将领辛恩贵攻佔西宁时，李洪远与其妻祁氏及家丁一百二十人死于乱军中。清世祖顺治七年（1650年），李洪远子李珍品归附清朝，仍给与原官。